# Palazzo Villani
Palazzo Villani è un palazzo nobiliare di Lodi, sito nel centro storico a breve distanza dalla piazza Maggiore.

## Storia
Il palazzo fu eretto nel XVI secolo come dimora della nobile famiglia Villani, una delle più in vista della città.

## Caratteristiche
L'edificio presenta una facciata cinquecentesca con elementi architettonici barocchi.
L'interno è decorato da affreschi e stucchi rappresentanti episodi della guerra di Troia; si segnalano il grande salone, ornato da un grande camino, e lo scalone d'onore.
Il cortile interno ha anch'esso strutture cinquecentesche.

### Fonti
- Vittorio Bottini, Alessandro Caretta e Luigi Samarati, Lodi – Guida artistica illustrata, Lodi, Edizioni Lodigraf, 1979,  pp. 44-45, ISBN non esistente, SBN MIL0525383.
- Giorgio Lise, Lodi, i palazzi. Cortili, portali, facciate, Lodi, Lodigraf, 1987,  pp. 100-101, ISBN non esistente, SBN LO10760948.

### Testi di approfondimento
- Silvana Garufi e Laura Putti, Palazzo Villani. L'arte e la storia, Piacenza, Studio Legale Benelli & Associati, 2010, ISBN non esistente, SBN PAR1194782.